# Kawhia Harbour

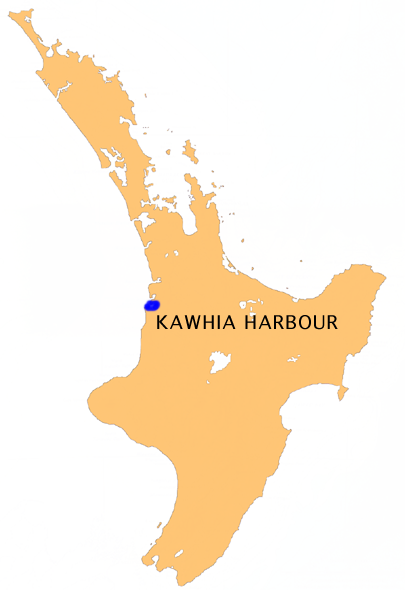
Ubicación de Kawhia Harbour.

Kawhia Harbour es una de las tres grandes ensenadas del Mar de Tasmania en la región de Waikato de Nueva Zelanda en la Isla del Norte. Está situada al sur de Raglan Harbour, Ruapuke y Aotea Harbour, 40 kilómetros al sudeste de Hamilton (Nueva Zelanda).
El asentamiento de Kawhia está situado en la costa norte del puerto natural, y fue un importante puerto a inicios de la época colonial de Nueva Zelanda.
El área del puerto fue el lugar de nacimiento del prominente jefe guerrero maorí Te Rauparaha. 
- Datos: Q838734
- Multimedia: Kāwhia Harbour / Q838734